# 小布盧鎮區 (內布拉斯加州亞當斯縣)
小布盧鎮區（英語：Little Blue Township）是位於美國內布拉斯加州亞當斯縣的一個行政鎮區。

## 地方資料
小布盧鎮區的面積為85.46平方千米，皆為陸地。根據2020年美國人口普查的數據，當地共有人口193人，而人口密度為每平方千米2.26人。